# Jean-Charles de Relongue de La Louptière
Jean-Charles de Relongue, chevalier, seigneur de La Louptière, né le 16 juin 1727 au château de La Louptière et mort le 12 avril 1784 au château de Courmononcle, est un homme de lettres français.

## Biographie
Ainé de Jean-Paul de Relongue, comte de La Louptière et de Marie Geneviève Barrât, après avoir fait de bonnes études, La Louptière vint se fixer à Paris, où il coula des jours tranquilles dans le sein de l’amitié, dont il était fait pour goûter les charmes. Ses vers, naturels et faciles, eurent un grand succès dans les sociétés pour lesquelles il les composa, mais le public se montra plus sévère.
La Louptière entreprit, en 1761, de continuer le Journal des Dames, commencé par Campigneulle, en donna les six premières parties, avant de l’abandonner au bout de quelques mois à Madame de Beaumer. Il était membre de l’Académie des Arcades de Rome, et de celle de Châlons.
Il avait épousé, le 9 juillet 1765, Marie-Anne de Compigny. De leur union naquirent:
-  Louis-Charles, né en 1766, mort en bas âge
- Jean-Jacques de Relongue, chevalier, né en 1768, élève de l’École Royale Militaire, membre de la Légion d'honneur.
Ruiné, séparé de sa femme, il est mort chez sa sœur, la vicomtesse de Vienne.

## Armes
D’azur, à une queue de dauphin d’argent, posée en chef, couronnée d’une rose de gueules, surmontée de trois étoiles de gueules posées en bande.

## Publications
- Poésies et œuvres diverses de monsieur de la Louptière, Amsterdam ; Paris, Laurent Prault, 1768 et 1774, 216 p.
- Le recueil des Poésies et Œuvres diverses de La Louptière forme 2 vol. in-12, Paris, 1768 et 1774.

## Pour approfondir